# Anisophyllea buettneri
Anisophyllea buettneri là một loài thực vật có hoa trong họ Anisophylleaceae. Loài này được Engl. mô tả khoa học đầu tiên năm 1921.